# Політичні партії Словаччини
У цій статті перераховані політичні партії в Словаччині.
Словаччина має демократичну багатопартійну систему з численними політичними партіями, створеними після Оксамитової революції 1989 року й сформовані в нинішній формі з часу набуття незалежності Словаччиною 1993 року. З 1989 року в країні зареєстровано 236 зареєстрованих політичних партій, 61 з березня 2012 року.
У словацькій політичній системі, як правило, жодна партія не має шансів на владу, і партії повинні співпрацювати одна з одною, щоб сформувати коаліційний уряд, за винятком парламентських виборів 2012 року.

## Активні політичні партії

### Парламентські партії
| Лога | Лога | Назва | Абр.       | Заснована | Ідеологія                                                                          | Лідер                                     | Депутати | Євродепутати |  |  |                                                        |         |      |                                                                           |             |    |   |
| ---- | ---- | --- | ---------- | --------- | ---------------------------------------------------------------------------------- | ----------------------------------------- | -------- | ------------ |  |  | ------------------------------------------------------ | ------- | ---- | ------------------------------------------------------------------------- | ----------- | -- | - |
| Лога | Лога | Назва | Абр.       | Заснована | Ідеологія                                                                          | Лідер                                     | Депутати | Євродепутати |  |  | Курс — соціальна демократія Smer – sociálna demokracia | SMER–SD | 1999 | лівоцентризм; соціал-демократія, соціальний патріотизм, лівий націоналізм | Роберт Фіцо | 49 | 4 |
|      |      | Свобода і солідарність Sloboda a Solidarita                                                                                        | SaS        | 2009      | правоцентризм; лібералізм, євроскептицизм                                          | Ріхард Сулик                              | 21       | 1            |  |  |                                                        |         |      |                                                                           |             |    |   |
|      |      | Звичайні люди та незалежні особистості, НОВА Obyčajní ľudia a nezávislé osobnosti Nová väčšina                                     | OĽaNO–NOVA | 2011      | правоцентризм; християнська демократія, соціальний консерватизм, активізм          | Ігор Матович (OĽaNO) Габор Грендел (NOVA) | 19       | 2            |  |  |                                                        |         |      |                                                                           |             |    |   |
|      |      | Словацька національна партія Slovenská národná strana                                                                              | SNS        | 1989      | праві; національний консерватизм, євроскептицизм                                   | Андрей Данко                              | 15       | 0            |  |  |                                                        |         |      |                                                                           |             |    |   |
|      |      | Котлеба — Народна партія Наша Словаччина Ľudová strana – Naše Slovensko                                                            | ĽSNS       | 2010      | ультраправі; словацький націоналізм, неонацизм, євроскептицизм                     | Маріан Котлеба                            | 14       | 0            |  |  |                                                        |         |      |                                                                           |             |    |   |
|      |      | Ми — родина SME RODINA – Boris Kollár                                                                                              | Sme rodina | 2015      | правоцентризм; аполітичність, консерватизм, євроскептицизм                         | Борис Коллар                              | 11       | 0            |  |  |                                                        |         |      |                                                                           |             |    |   |
|      |      | Міст—Гід | Most       | 2009      | центризм; угорска меншість, ліберальний консерватизм                               | Бела Бугар                                | 11       | 1            |  |  |                                                        |         |      |                                                                           |             |    |   |
|      |      | Словацька консервативна партія Slovenská konzervatívna strana                                                                      | SKS        | 2014      | центризм, правоцентризм; соціальний консерватизм, ліберальний консерватизм         | Іван Зузула                               | 10       | 0            |  |  |                                                        |         |      |                                                                           |             |    |   |
|      |      | Християнсько-демократичний рух Kresťanskodemokratické hnutie                                                                       | KDH        | 1990      | правоцентризм; християнська демократія, соціальний консерватизм                    | Мілан Маєрський                           | 0        | 3            |  |  |                                                        |         |      |                                                                           |             |    |   |
|      |      | Партія угорської спільноти Strana maďarskej komunity - Magyar Közösség Pártja                                                      | SMK–MKP    | 1998      | правоцентризм; угорска меншість, ліберальний консерватизм, християнська демократія | Крістіан Форро                            | 0        | 1            |  |  |                                                        |         |      |                                                                           |             |    |   |
|      |      | Словацький демократичний і християнський союз — Демократична партія Slovenská demokratická a kresťanská únia – Demokratická strana | SDKÚ–DS    | 2000      | правоцентризм; ліберальний консерватизм, християнська демократія                   | Павол Фрешо                               | 0        | 1            |  |  |                                                        |         |      |                                                                           |             |    |   |

## Неактивні та зниклі партії
- Громадськість проти насилля